# ペレの死
ペレの死では、2022年12月29日に死去したサッカー選手のペレの死について記述する。ペレはサッカーブラジル代表としてFIFAワールドカップで3度優勝するなどの輝かしい実績から「サッカーの王様」と呼ばれる。

## 影響
- ブラジル政府は、国内で3日間の喪に服すことを宣言した[4]。
- マラカナン・スタジアム外にある通りが「王様ペレ大通り」に改称された[5]。
- 国際サッカー連盟のジャンニ・インファンティーノ会長は、FIFAに加盟する211ヶ国全てに対し、各国のスタジアム1つをペレにちなんだ名前に変更するように求める声明を発表した[6]。ただし、これはあくまでもインファンティーノ個人の希望を語ったものであり、実際の国際サッカー連盟会長がそのような個人的希望を全世界に強制する権限があるわけではない。
- ペレがブラジルで所属したクラブサントスFCでは、彼に対する恒久的な栄誉を示す為2023年よりペットマークに王冠を追加した。